# モネンバシア

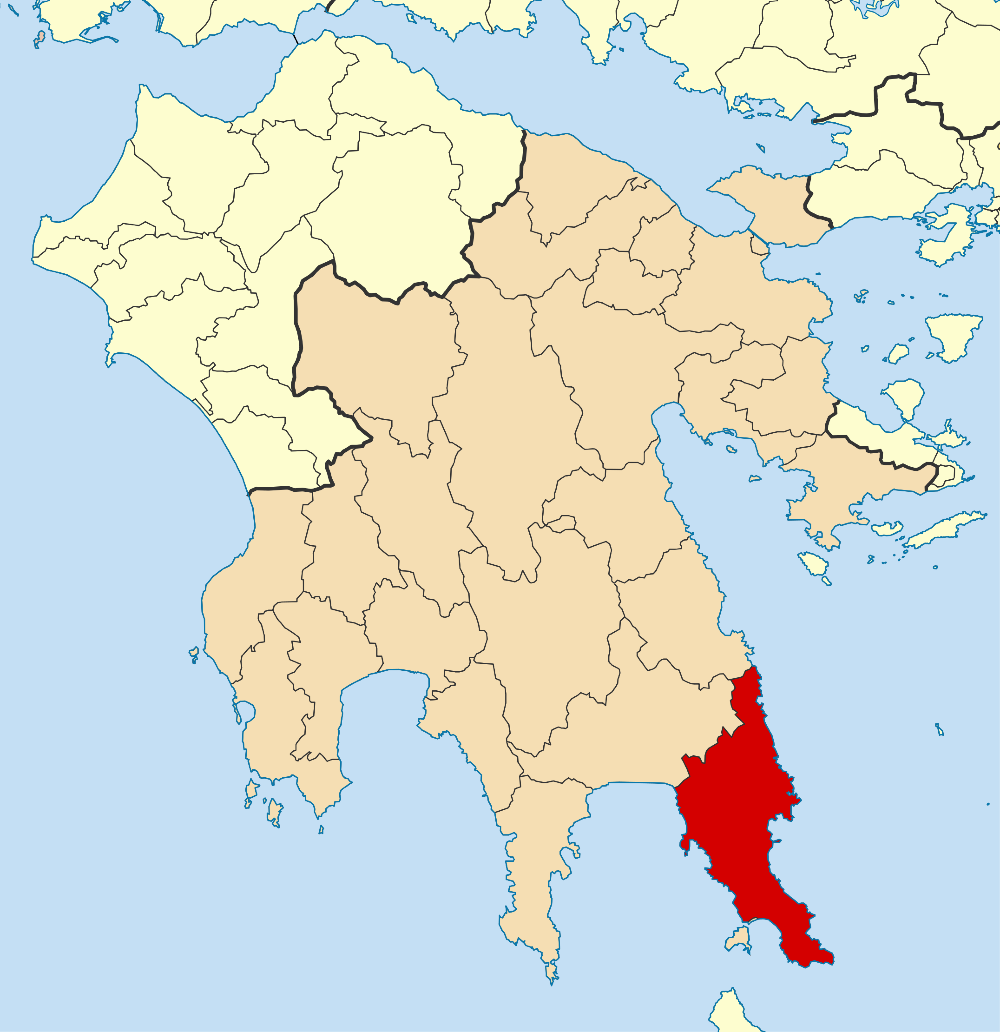
Monemvasia municipality

モネンバシア (ギリシア語: Μονεμβασία) はギリシャ共和国ラコニア県にある自治体、島、およびその島にある町の名前である。島はペロポネソス半島の東沖の小島であり、その島全体が町である。島 1km × 300m ほどの大きさで、大部分は海抜 100m ほどの高地である。中世には強固な要塞であった。島内には当時のビザンチン建築の教会が数多く残されている。本土と 200m ほどの短い土手道でつながっており、選挙区はモライである。
モネンバシアという名前はギリシャ語の mone (ひとつの) とemvasia (入口) から来ている。この町はイタリア語では Malvasia と呼ばれ、ワイン原料のブドウの一種である マルムジー (Malmsey) の元となっている。町は「東のジブラルタル」「ザ・ロック」などとも呼ばれる。

## 地理
島は西暦375年の地震までは本土と陸続きであった。島の大部分は高地であり、市街地は島の南東、パレア・モネンバシア湾を望む斜面に集中している。徒歩あるいはロバで往来するような狭い通りが多い。島の北西部に10世帯ほどの小さな集落がある。

## 自治体
モネンバシア自治体は2011年に以下の5つの自治体を統合して成立した。
- アソポス
- モライ（ギリシア語版）
- モネンバシア
- ヴィオス（ギリシア語版）
- ザラカ（ギリシア語版）

## 歴史

### 古代
古代には、島に定住者はいなかったがミノア文明における交易の拠点であったと推定されている。紀元2世紀の地理学者パウサニアスによると、島は「アクラ・ミノア」(Akra Minoa、ミノアの崖、あるいは岬の意)と呼ばれていた。

### 中世

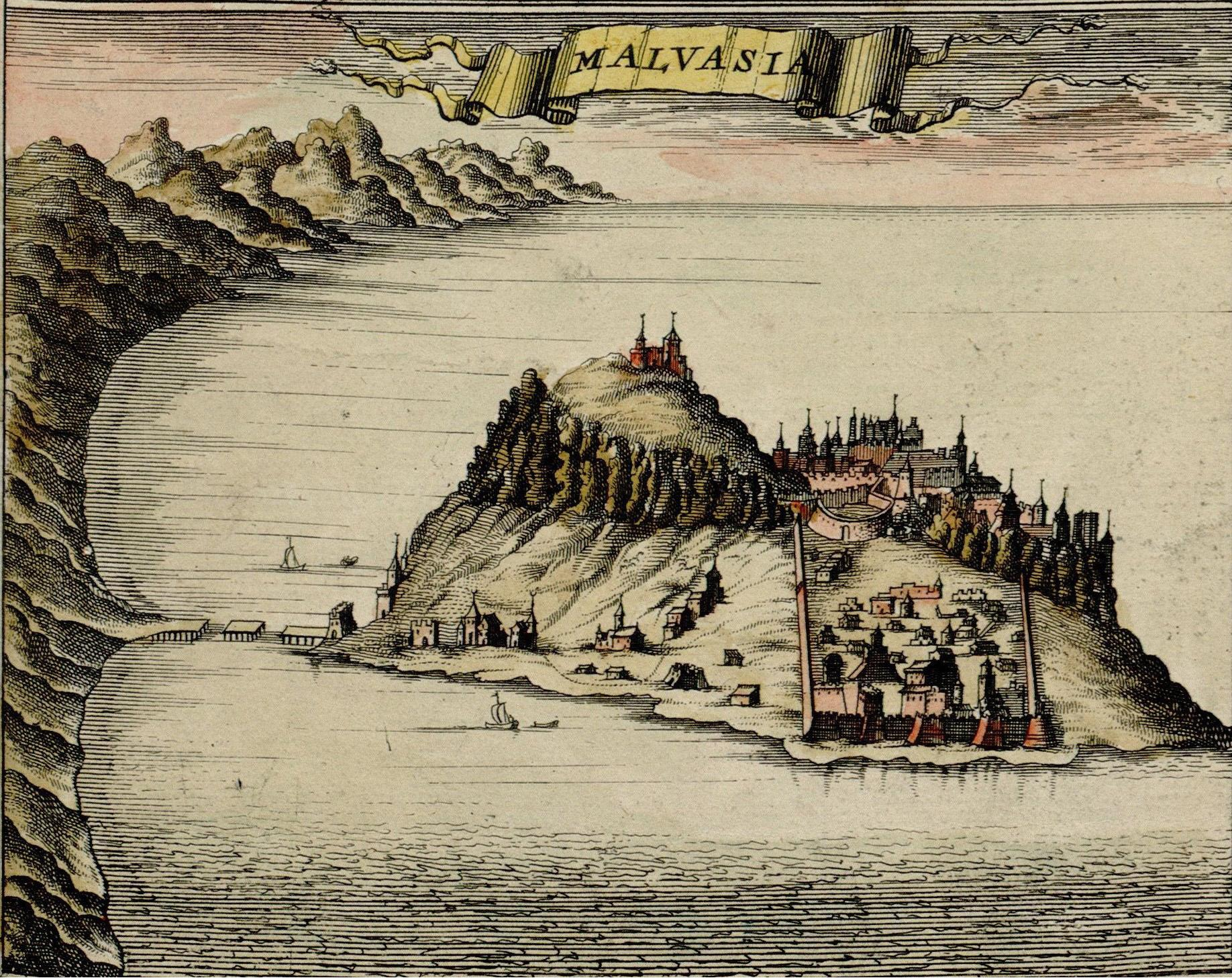
1680年に描かれたモネンバシアの地図。

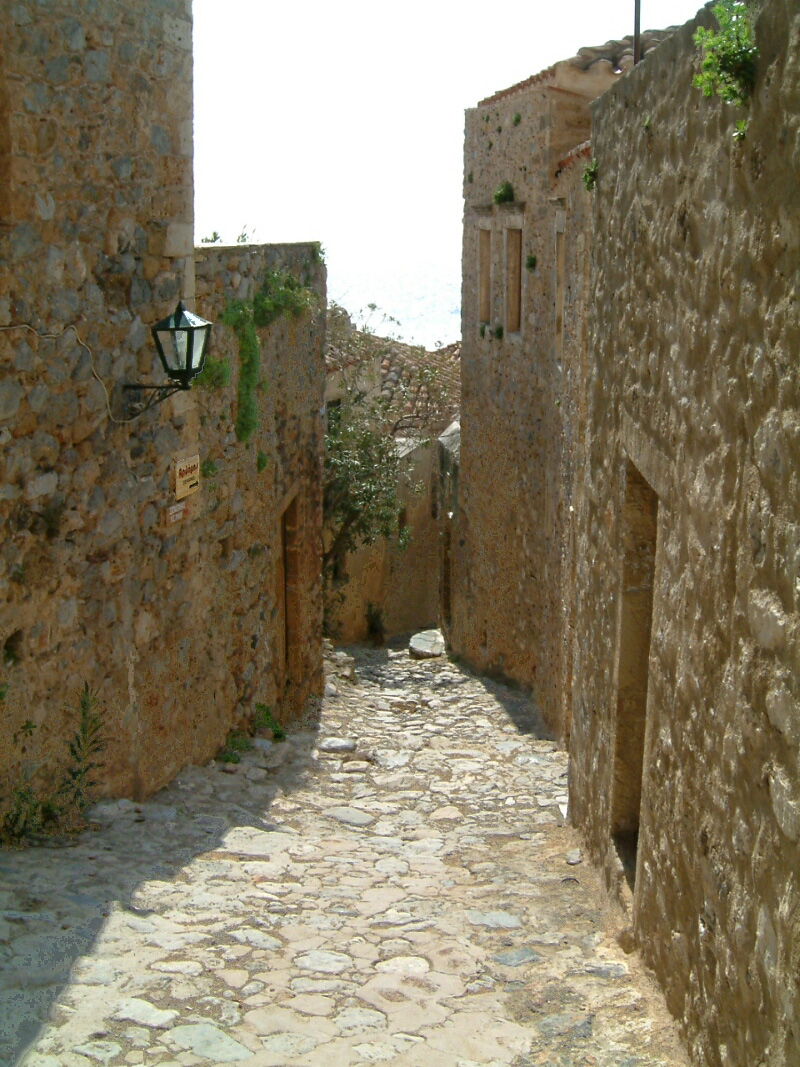
市街地の通り。

西暦583年に市街地と要塞が築かれ、スラブ人やアヴァール人のギリシャへの進攻から逃れてきた人々が定住した。この頃の進攻やペロポネソス半島の占領についてモネンバシア年代記に記されている。

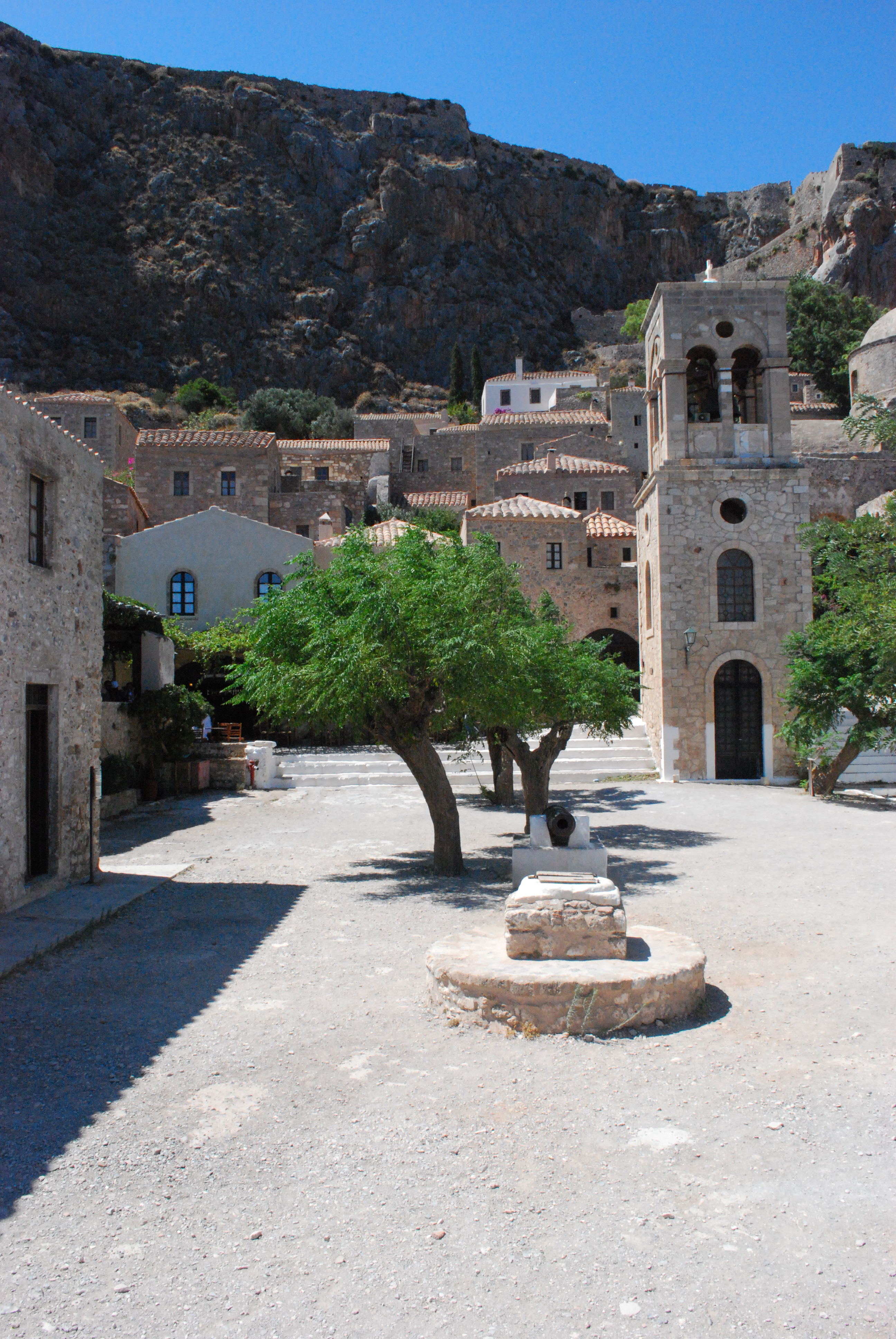
市街地の中央広場

西暦10世紀ごろから、交易と海事の重要拠点として街が発展した。要塞の内部には30人を養える規模の畑があり、1147年にはアラブ人とノルマン人の進攻に耐えた。1248年にはギヨーム2世・ド・ヴィルアルドゥアンが3年の攻略の末にを街を占領したが、1259年にペラゴニアの戦いの結果捕らえられ、1262年にその解放と引き換えにモネンバシアは東ローマ帝国のミカエル8世パレオロゴスに返還された。
島は1460年までは東ローマ帝国に属していて帝国内に議席を持っていた。また対フランスの軍の拠点であり、マルムジー・ワインについては必ずしも常に主要産地だったわけではなかったが、主要な発送拠点であった。同時に、レバント海域の海賊の拠点でもあった。皇帝は島に特権を与えていたが、それがために1292年にロジャー・デ・ジュリアによる市街地の占領を招き、1302年には東進するカタルーニャ傭兵団に門戸を開いた。その後東ローマ帝国はモネンバシアを含むペロポネソス半島にモレアス専制公領を設置したが、1397年に領主テオドロス1世パレオロゴスがオスマン帝国のバヤズィト1世からの圧力で退位した (後に復位)。1419年にはヴェネツィア共和国の支配下になったがまもなく専制公領に戻った。1401年ごろには歴史家のゲオルギウス・スプランツェースが島に生まれている。1453年のコンスタンティノープルの陥落の後、1458年と1460年のメフメト2世による攻勢でペロポネソス半島のほぼ全域がオスマン帝国の支配下になったが、モネンバシアだけはそれをしのいだ。ソマス・パレオロゴスがモレアス専制公の請求者となったが軍勢はなく、ローマ教皇に専制公領を売る形で援軍を求めたが、1464年に教皇から援護はできない旨の使いがあり、ヴェネツィアの支配を受けることになった。これにより平和と繁栄を得たが、1502〜1503年に農地が失われ食料やマルムジー・ワインの供給ができなくなった。食料は海またはオスマン帝国支配下の本土から運ばれることになり、ワイン生産は下火となった。ヴェネツィアによる支配は条約により1540年で終了した。モネンバシアとナフプリオがギリシャにおけるヴェネツィア支配の最後の地となり、住民は移住させられた。その後はオスマン帝国の支配下となり、1690年には一時的にモレア王国としてヴェネツィアに復帰したが、その後は1715年から1821年まで再びオスマン帝国の支配下となった。モネンバシアはオスマン帝国では "Menekşe" (トルコ語でスミレの意) と呼ばれ、モレア州の州都が置かれた。
第一次露土戦争中の1770年に起きたオルロフの反乱までは、モネンバシアは重要な商業都市として栄えたが、その後は衰退した。
ギリシャ独立戦争の際の1821年に、Tzannetakis Grigorakis 率いる私設軍によってオスマン支配から解放された。

### 近代
1971年に本土と島を結ぶ橋が島の西部に完成し、ギリシャ国道86号線が島に開通した。
その後市街地は観光地として人気を呼び、中世の遺跡が修復されその多くが宿泊施設として提供されている。7月23日は独立記念日として祝われる。そこでは Grigorakis と彼の軍についての演説などが (ギリシャ語と英語で) 行われ、毎年祝祭用に造られた船に観客が乗り込み花火などを観覧する。

## 名所
- クリストスエルコメノス教会とジャミウ広場[5]
- アギア・ソフィア教会 (The church of Agia Sophia)
- 要塞遺跡

## 人口動態
| 年   | 市街部 | 自治単位 | 自治体全体 |
| ---- | ------ | -------- | ---------- |
| 1981 | 707    | -        | -          |
| 2001 | 1,405  | 4,660    | -          |
| 2011 | 1,418  | 4,041    | 21,942     |

## 著名人
- ルカス・ノタラス（英語版） (d. 1453), 東ローマ帝国の最後の大公[6]
- ヤニス・リッツォス (1909–1990) 詩人

## ギャラリー

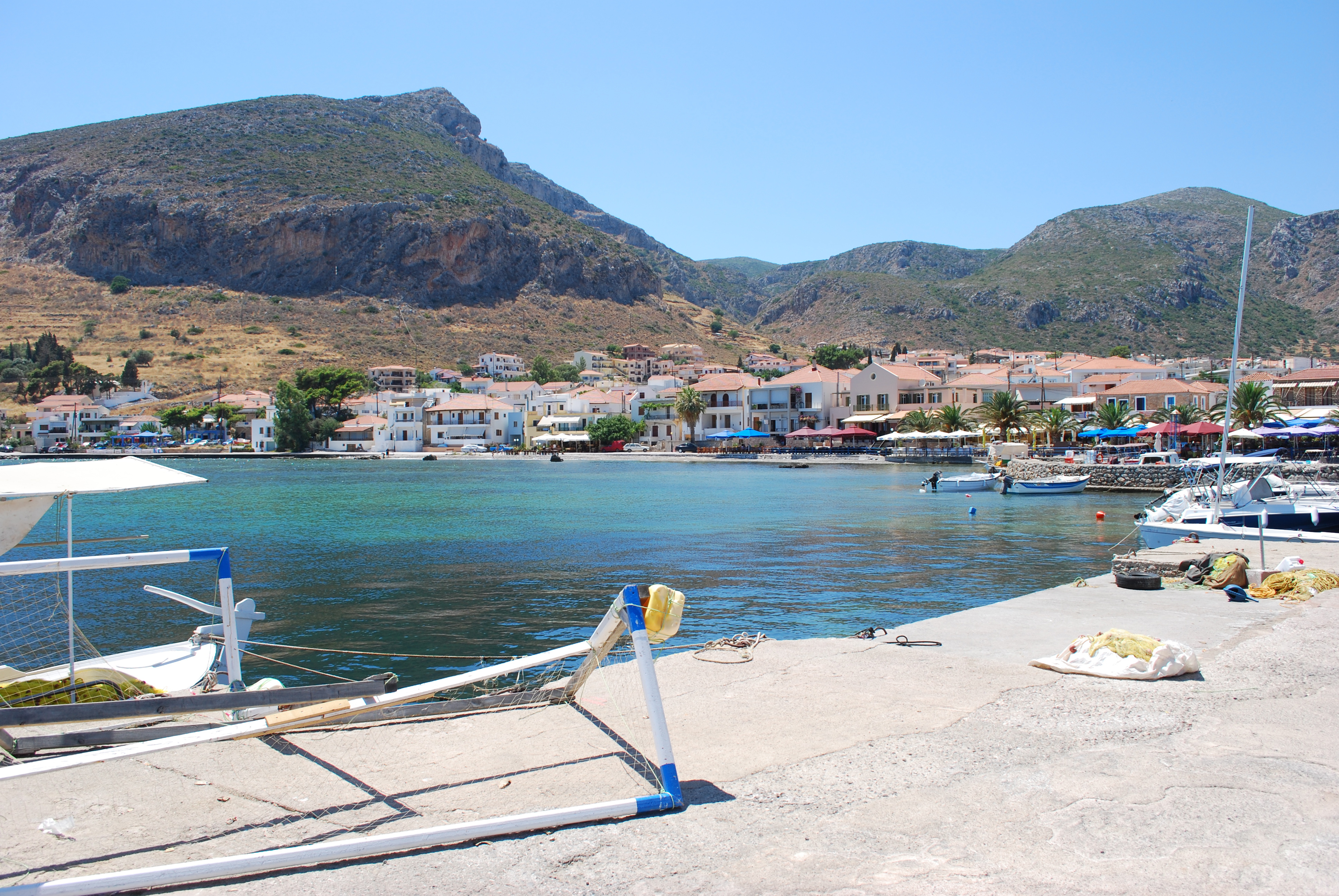
港
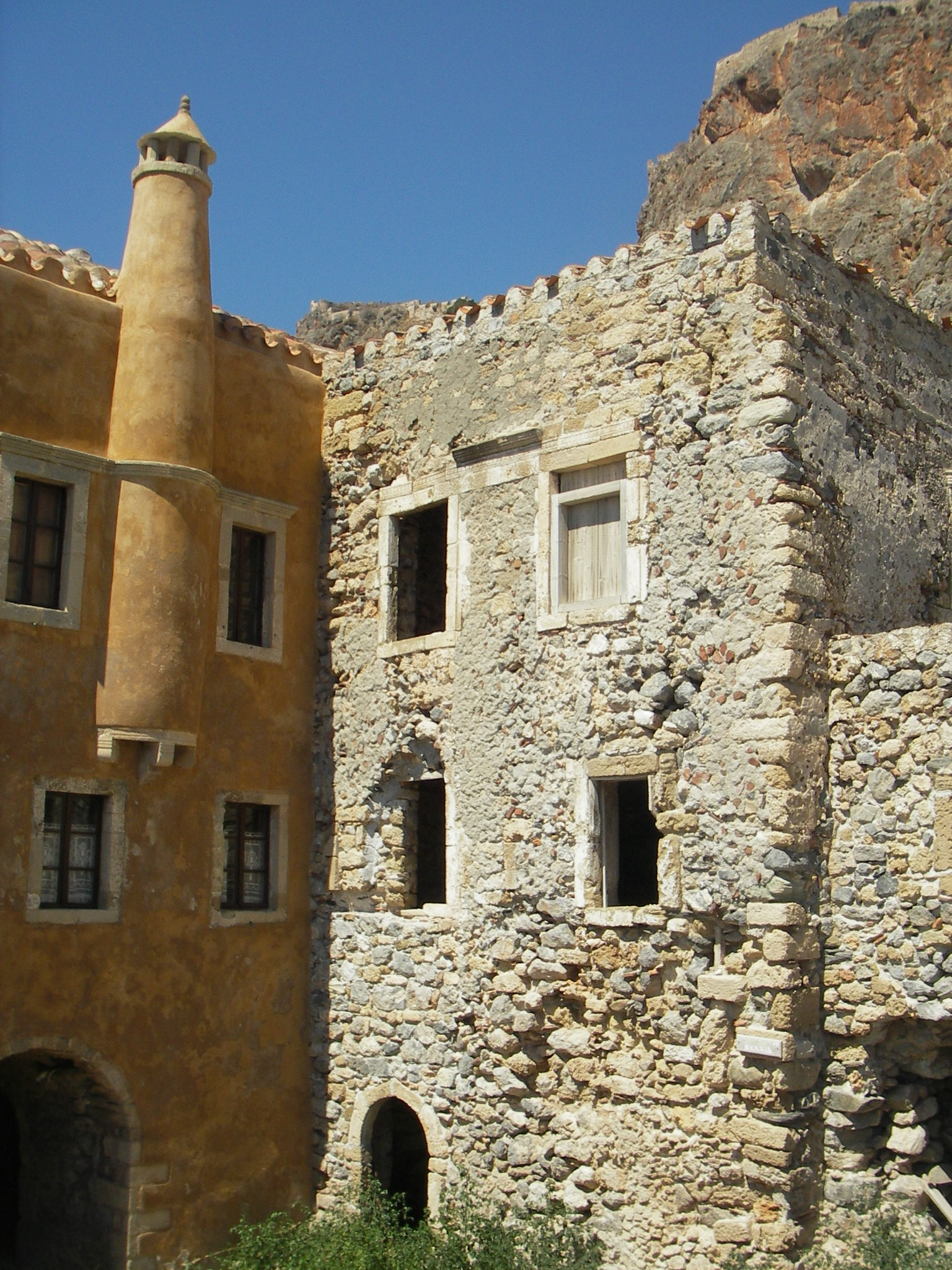
ヴェネツィア風の家屋
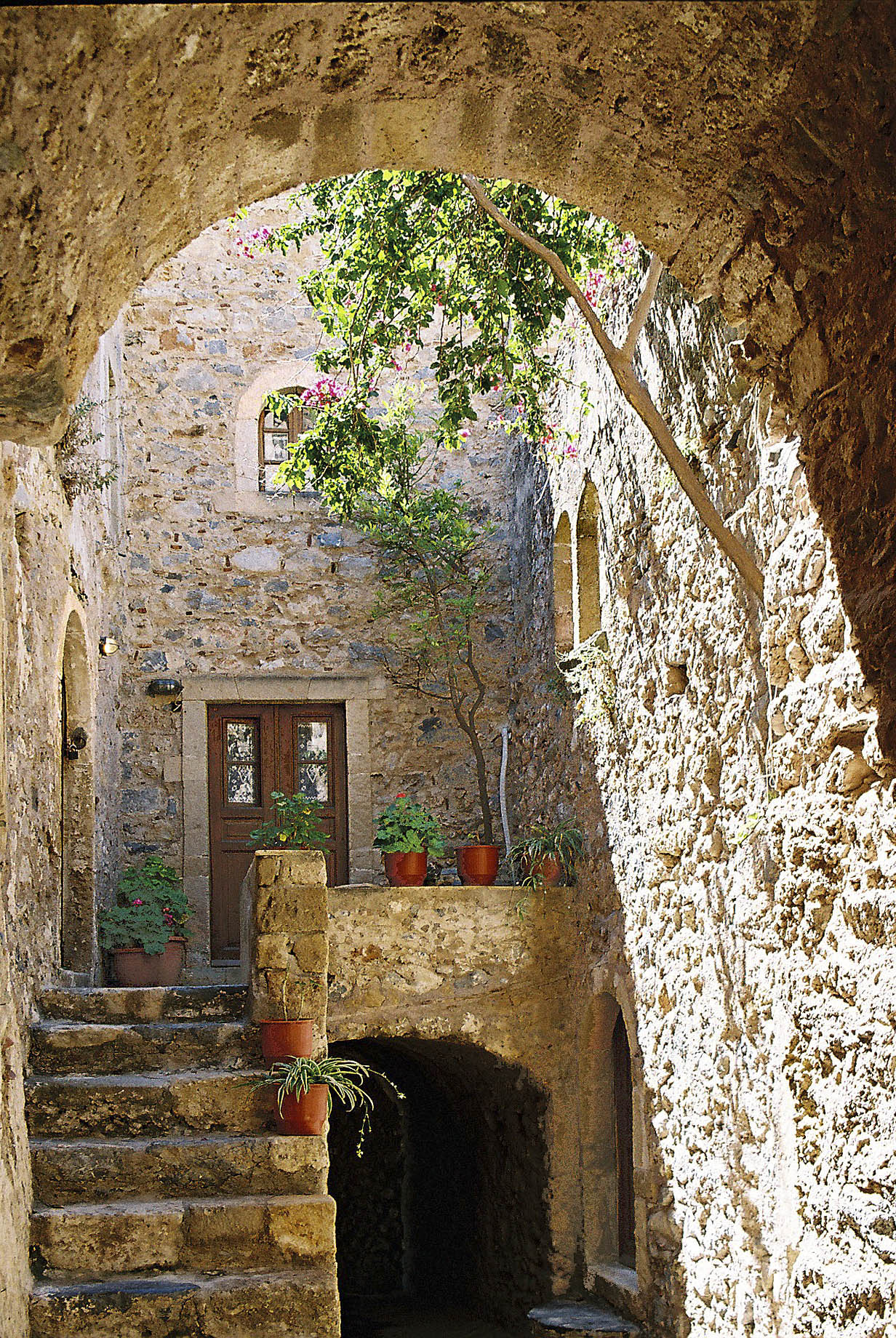
古い家屋
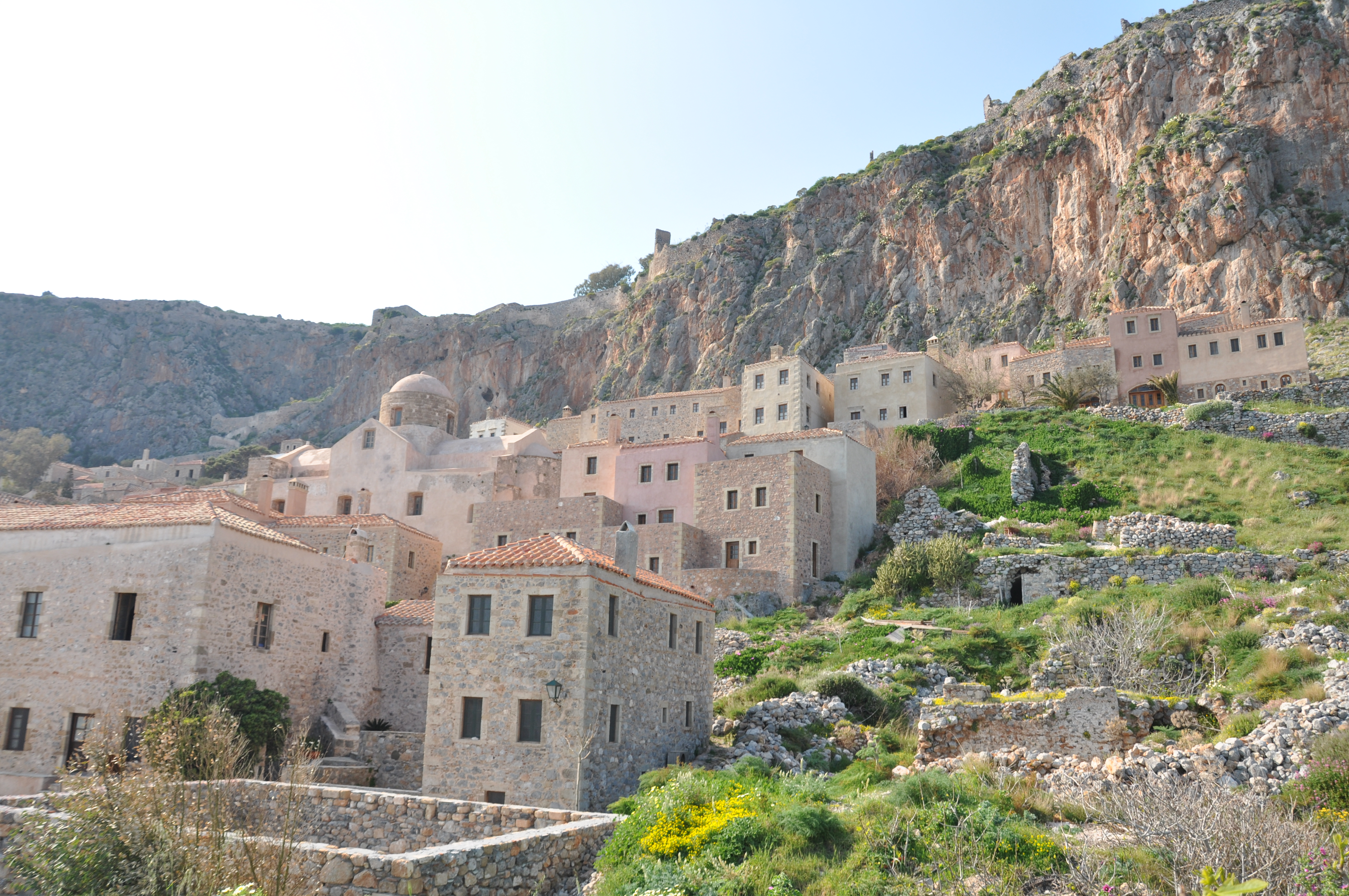
城塞
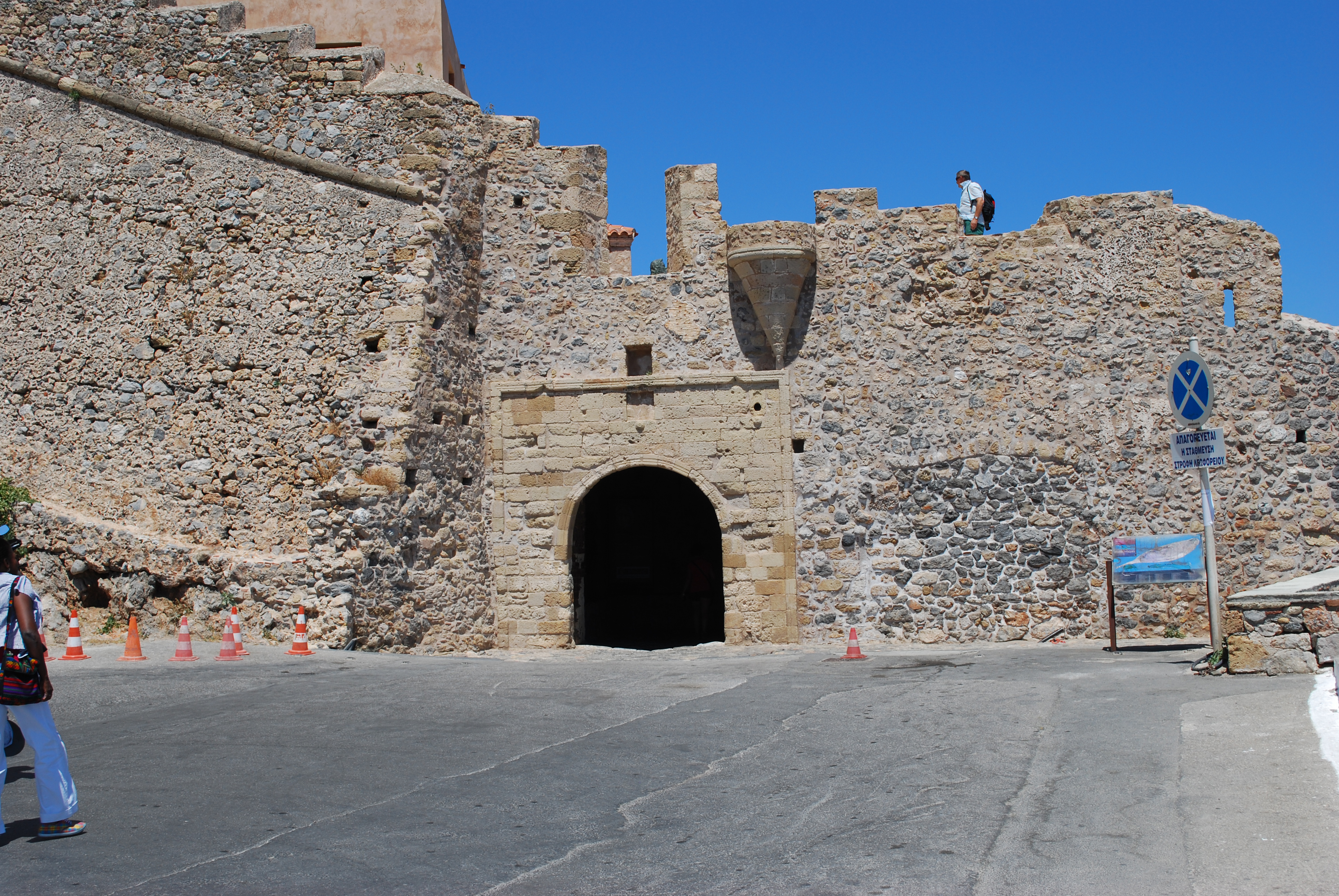
城塞入口
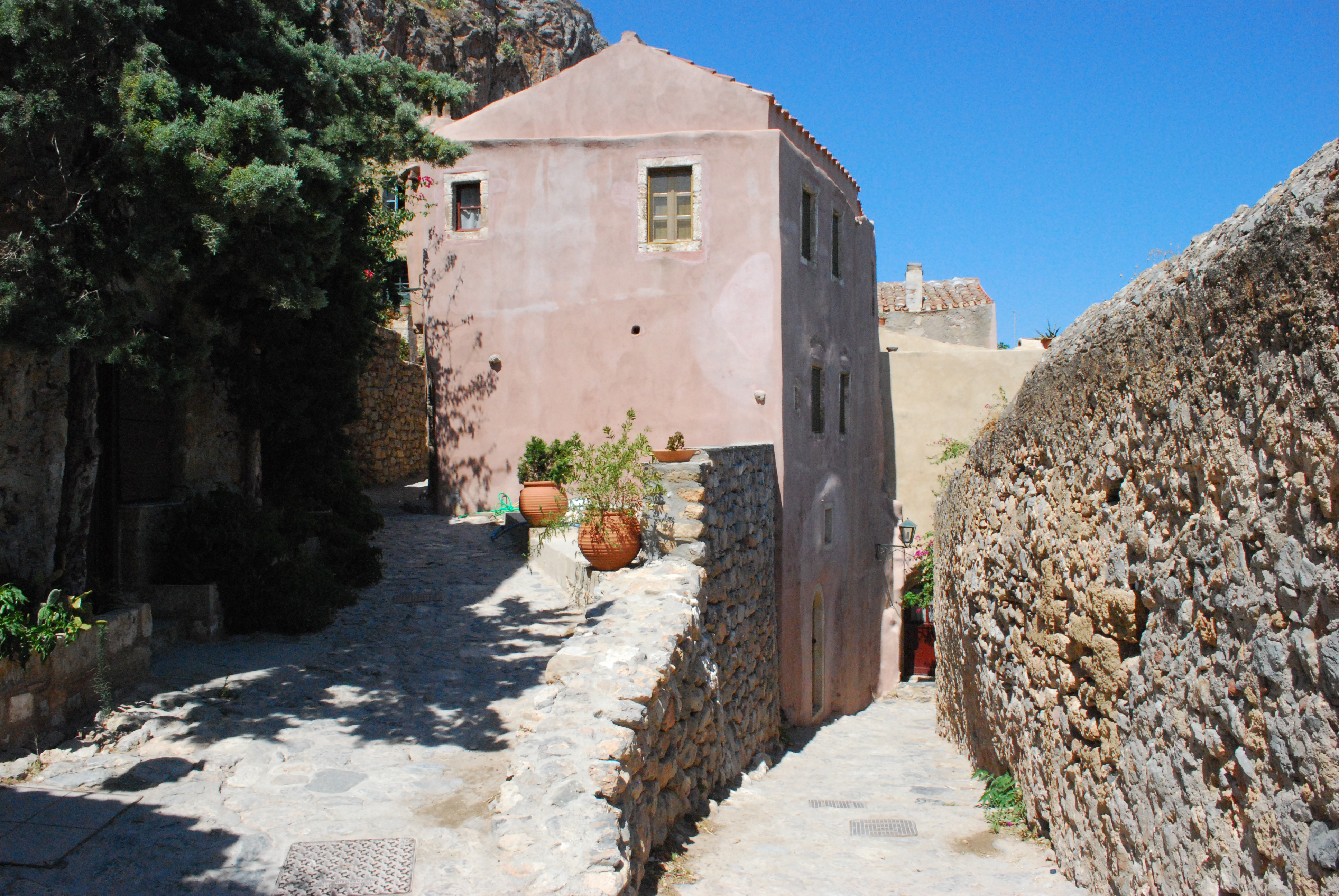
城塞内部
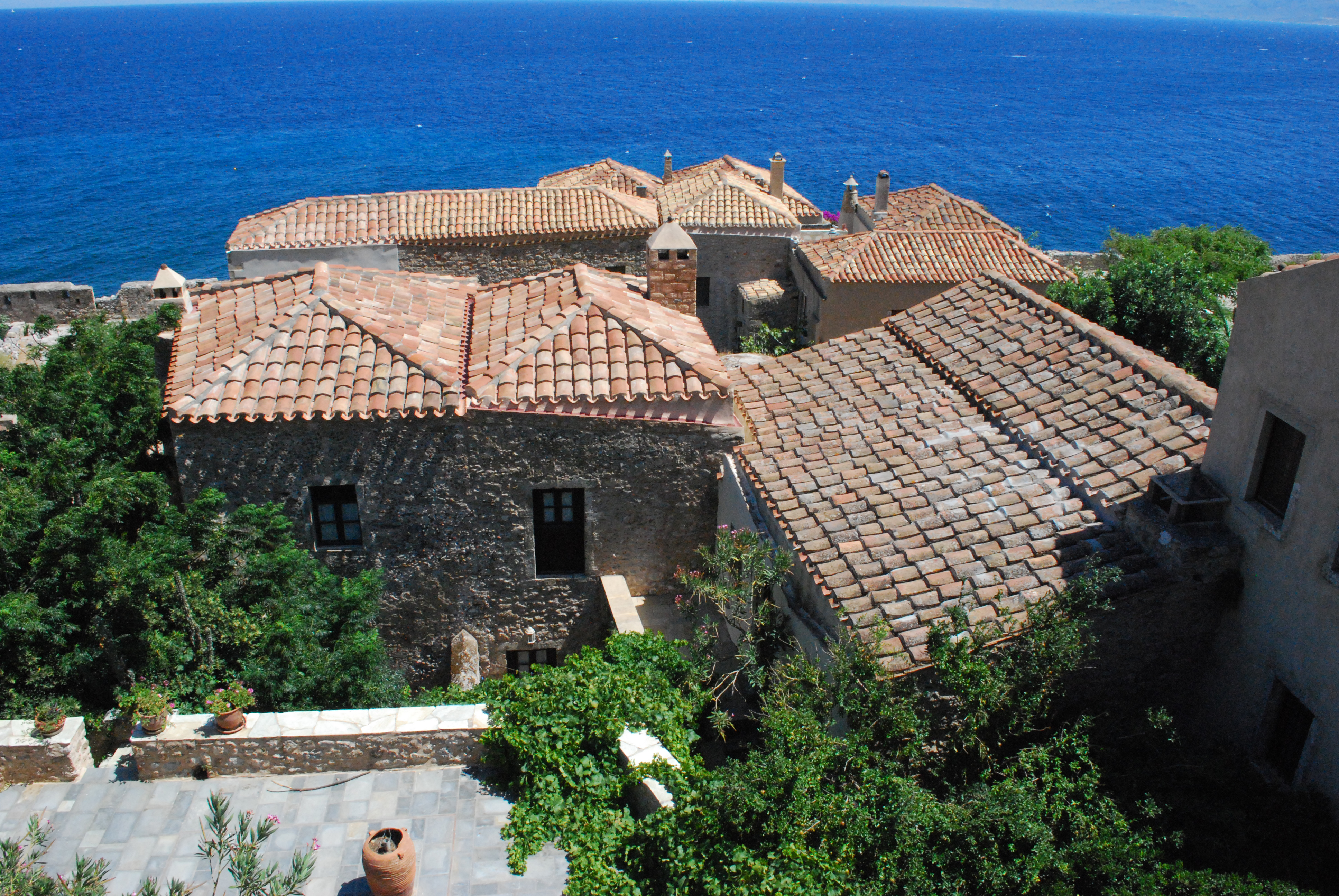
市街地
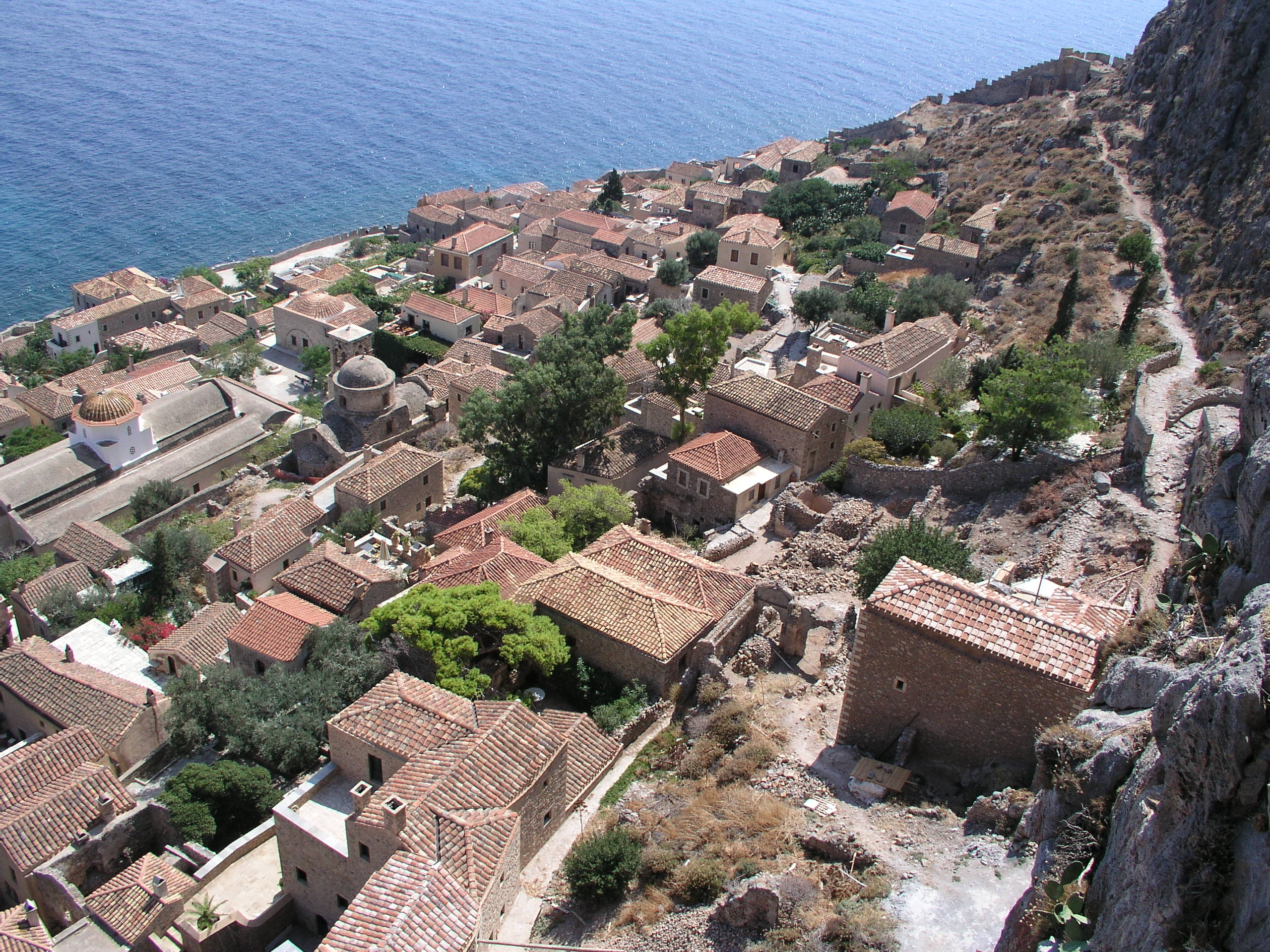
市街地
ヤニス・リッツォスの家と胸像
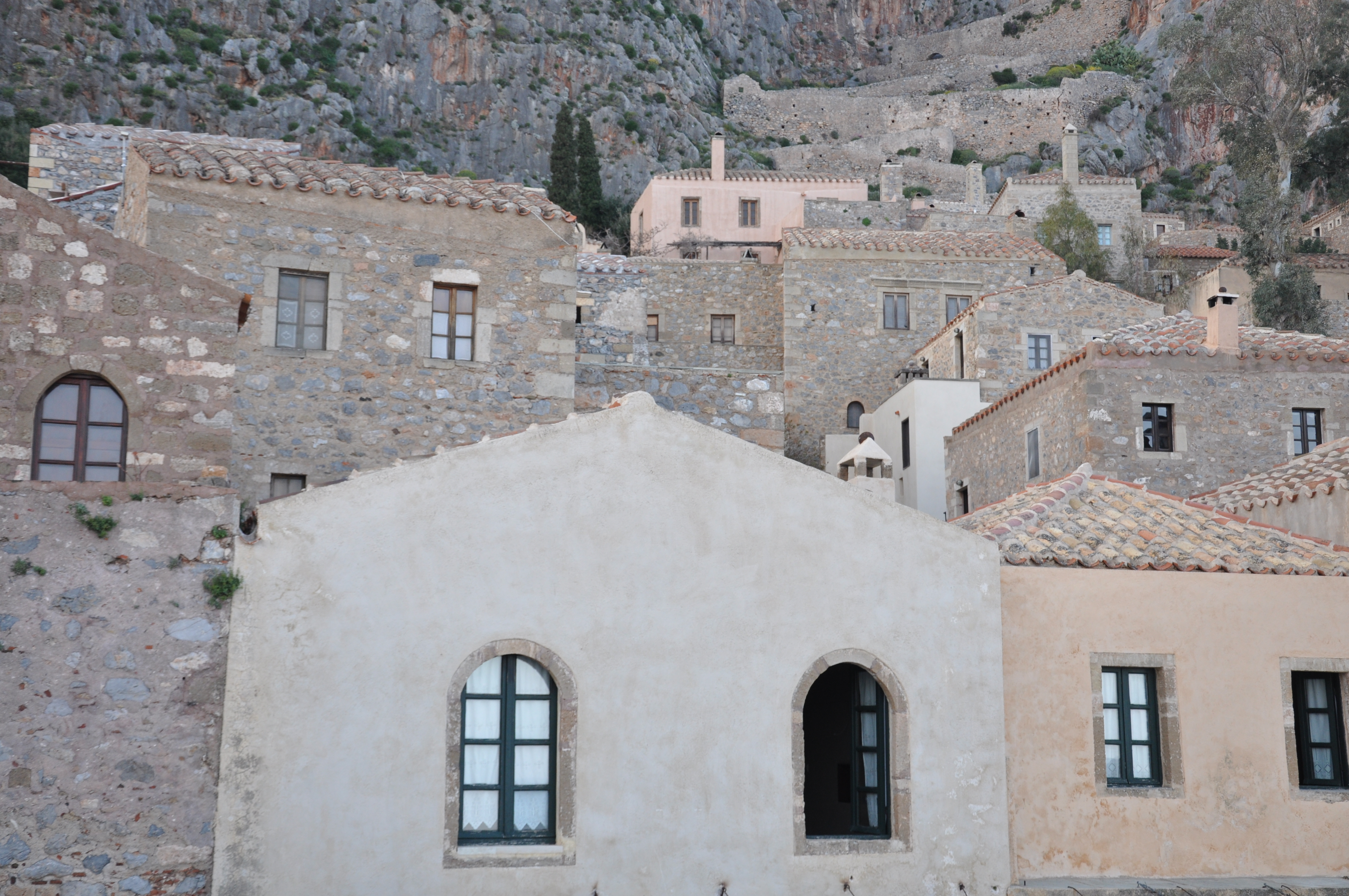
伝統家屋